# Muzeum Rahmi M. Koçe
Muzeum Rahmi M. Koçe (orig. Rahmi M. Koç Müzesi) je soukromé muzeum nacházející se v předměstí Hasköy (městská část Beyoğlu) na severním břehu Zlatého rohu v Istanbulu, Turecku. Jeho expozice se věnují převážně historii dopravy, průmyslu a komunikací.
Rahmi M.Koç, člen jedné z nejbohatších rodin v Turecku, položil základní kámen muzea v roce 1991 a k jeho oficiálnímu otevření došlo 13. prosince 1994.
Muzeum je otevřeno pro veřejnost každý den kromě pondělí.
Pobočka muzea o menší velikosti pod názvem Muzeum Çengelhan Rahmi M. Koç byla otevřena v Ankaře v roce 2005.
K muzeu dále patří nově renovovaná historická knihovna Necdata a Sevim Kentových na ostrově Cunda v Ayvalıku.

## Expozice
Většina výstavních exemplařů pochází ze soukromé kolekce Rahmi M.Koçe. Další objekty jsou vypůjčeny nebo byly dotovány různými organizacemi a soukromými osobami.

### Trvalé expozice
- Ataturkova kolekce: osobní relikvie, podepsané fotografie, první známky Turecké republiky
- Silniční doprava: závodní auta, sportovní auta (od roku 1953 do roku 1986), kabriolety (od roku 1898 do roku 1994), užitková vozidla (od roku 1911 do roku 1963), komerční vozidla (1908-2002), motocykly (1908-2003)
- Kolejová doprava: starodobá Istanbulská tramvaj (1934), sultánův vůz (1867), parní lokomotiva (1913), úzkokolejná parní lokomotiva (1930), vozy z Istanbulského tunelu (1876), parní lokomotiva Henschel (1918)
- Vodní doprava: nákladní lodě, motorové lodě, záchranný člun (1951), přepravní trajekt přes Bospor, sbírka přívěsných motorů, obojživelné vozidlo (1961), ponorka (1944): TCG Uluçalireis (S-338) / bývalá ponorka USS Thornback (SS-418)[1]
- Letecká doprava: letadlo (1941-1979), motory letadel (1928-1979), velké a menší modely letadel
- Živá historie (krámky): lékárna z 19. století, hodinářství, hračkářství, továrna na výrobu olivového oleje
- Inženýrství: parník (1911), přenosný parní motor Marshall (1872), plynový motor, pila, sdružený parní stroj (1900)
- Komunikace: telefon s rotační číselnicí (1920), fonograf (1903), patentovaný model telegrafu Thomase Edisona (1876), elektronkový zesilovač (1936), zoetrop (1835), gramofon (1930), desková kamera (1885)
- Vědecké nástroje: Wimshurstův stroj, kapesní mikroskop, Fullerovo válcové logaritmické pravítko, hvězdný glóbus (1383-1384)
- Modely a hračky: model lokomotivy Fire King (1841), model parního válce Aveling & Porter (1862), model třífázového lodního motoru (1947), model motorové lodě Savarona (1993), vláčková dráha (1859), veslice (1890)

### Ponorka

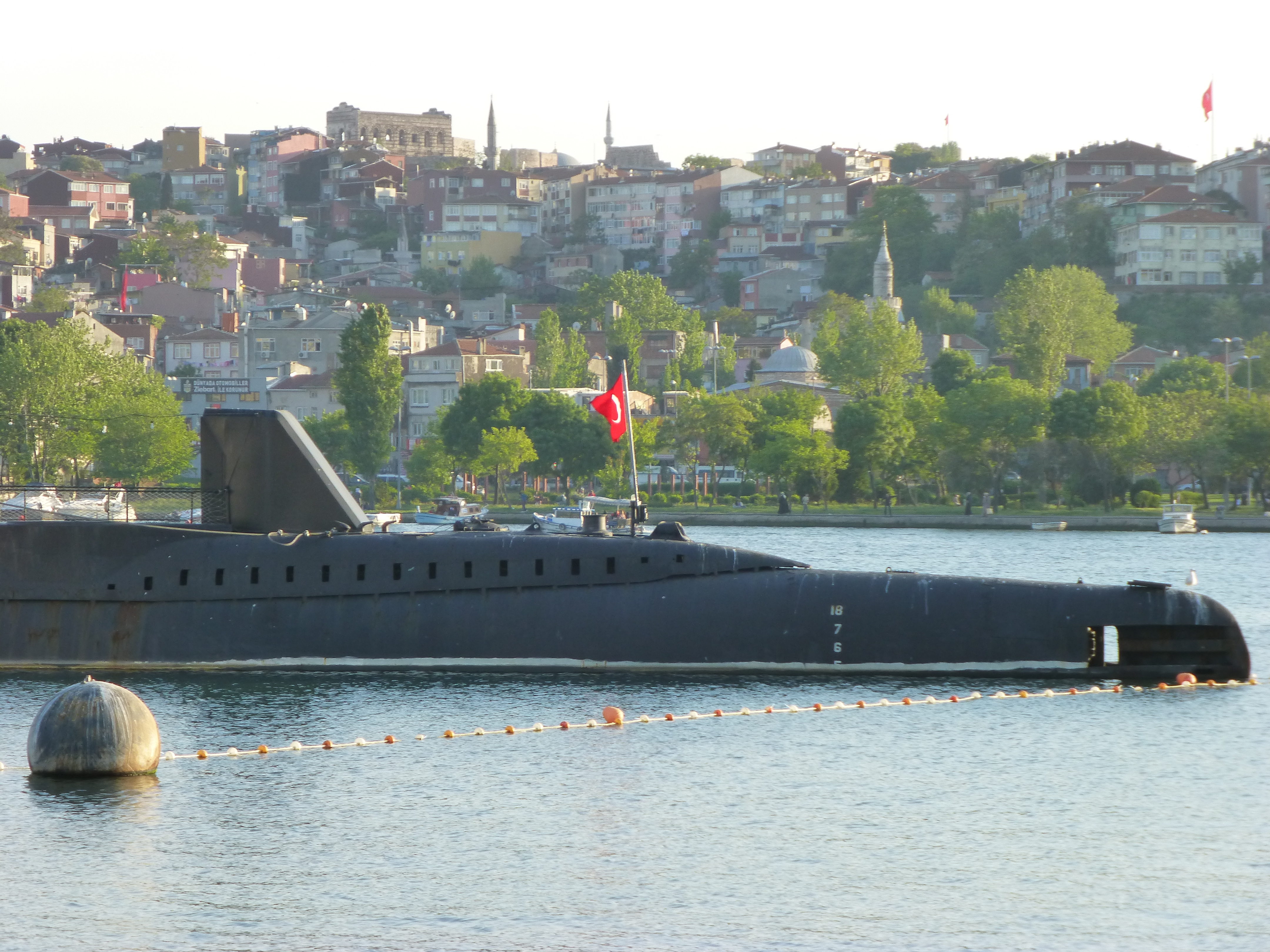
Ponorka TCG Uluçalireis Foto:© Nevit Dilmen

TCG Uluçalireis je 93 metrů dlouhá ponorka s výtlakem 2400 tun, která byla původně postavena v námořní loděnici Portsmouth (USA) pro Námořnictvo Spojených států amerických pod názvem USS Thornback (SS-418). Ponorka sloužila během 2. světové války ve válce v Tichomoří. Turecké námořnictvo ji odkoupilo dne 2. července 1971 a přejmenovalo na TCG Uluçalireis (S-338). Turecku sloužila 30 let, a v roce 2001 byla zapůjčena Muzeu Rahmi M. Koçe v Istanbulu.
Děti mladší 8 let nemají na ponorku přístup.

### Trajekt Fenerbahçe

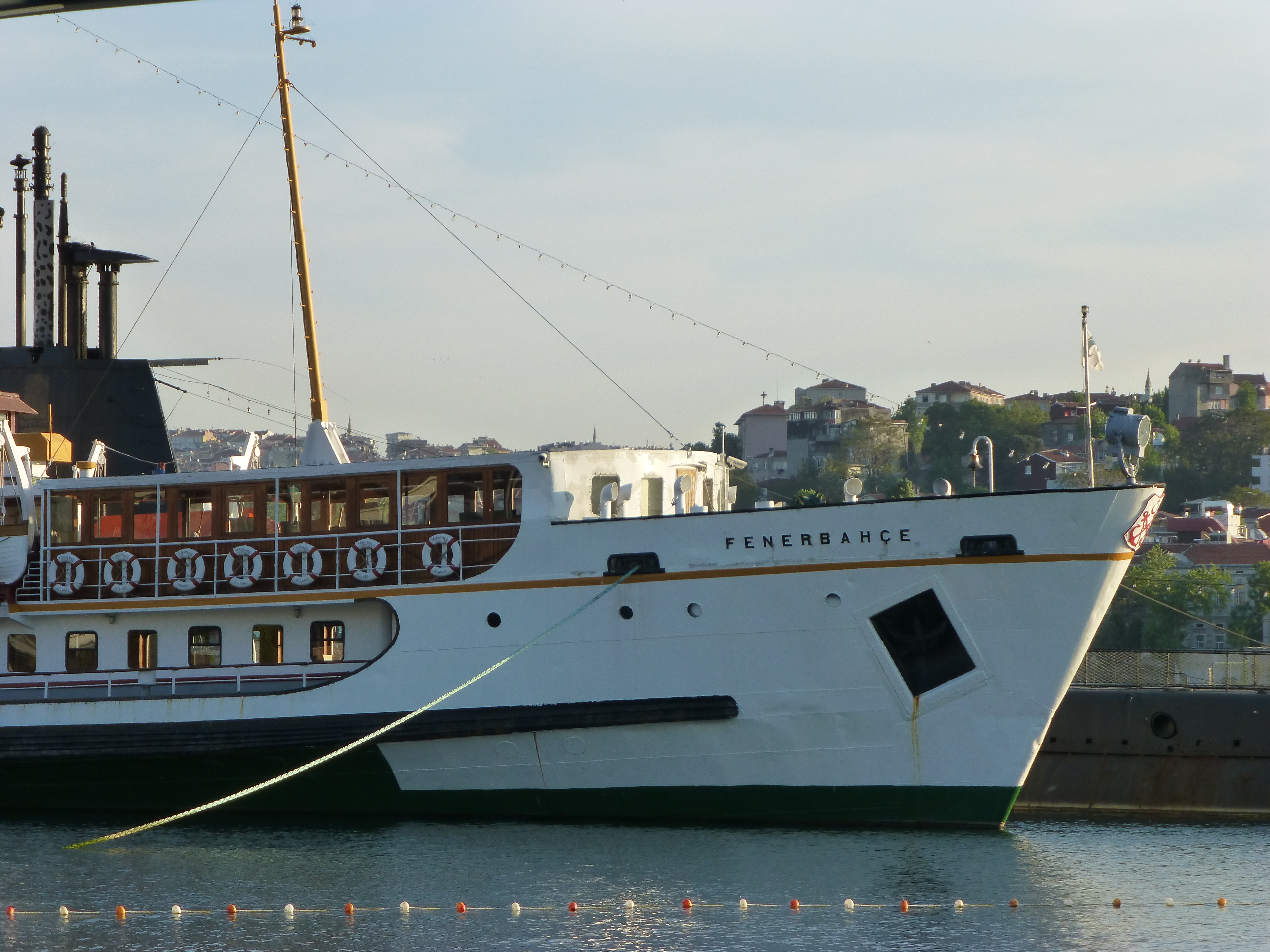
Trajekt Fenerbahçe v Muzeu Rahmi M.Koçe Foto: © Nevit Dilmen

Trajekt Fenerbahçe byl postaven roku 1952 v loděnici William Denny & Brothers v Dumbarton, Glasgow a od 14. května 1953 sloužil u Tureckých námořních linek na lince Istanbul – jižní břeh Marmarského moře (zastávky Sirkeci – Princovy ostrovy – Yalova – Çınarcık). Poslední plavba se konala 22. prosince 2008. Loď má 2 dieselové motory značky Sulzer s pohonem 1500 koní, dvojitý lodní šroub s maximální rychlostí 18 uzlů za hodinu.
Trajekt zapůjčilo Municipalita hlavního města Istanbul.
Od roku 2009 slouží trajekt nejen jako muzeum, ale také jako alternativní prostor pro konání výstav a vzdělávacích událostí. Návštěvníky zaujme nostalgická atmosféra kavárny.

### Planetárium
Planetária jsou plochy s uměle vytvořenou hvězdnou oblohou a díky neustále se zdokonalující se technologii, nám dokáží připravit neuvěřitelné zážitky. Planetárium v muzeu Rahmi M. Koçe má celkovou plochu 60 m², 8 metrů v průměru a 5.5 metrů na výšku. Během otevírací doby se do salónu vleze maximálně 40 osob.

### Historické výlety po Bosporu
Během letních měsíců nabízí Muzeum vyjížďky po Bosporu a to hned ve 2 renovovaných historických člunech. Prvním z nich je „Liman 2“, člun postavený holandskou firmou Kreber v roce 1935. Druhá loď se jmenuje „Kont Ostorog“, bývalá rybářská loď z Černého moře.

### Nostalgický vlak
Jízdu starobylým úzkokolejovým nostalgickým vlakem můžete zažít pouze o víkendech, a to ve směru Muzeum Rahmi M.Koçe – Zlatý roh. Poplatek je zahrnut v ceně vstupenky, ale je nutné si udělat rezervaci.

### Dětské aktivity
Děti ve věku od 4 do 14 let se mohou zúčastnit vzdělávacích workshopů, které se konají v prostorách trajektu Fenerbahçe. Každý workshop má jiné zaměření, od malování, po astronomii, navigaci, sochařství, loutkařství, drama. Sponzorem workshopů pro děti je firma FaberCastell.

## Galerie

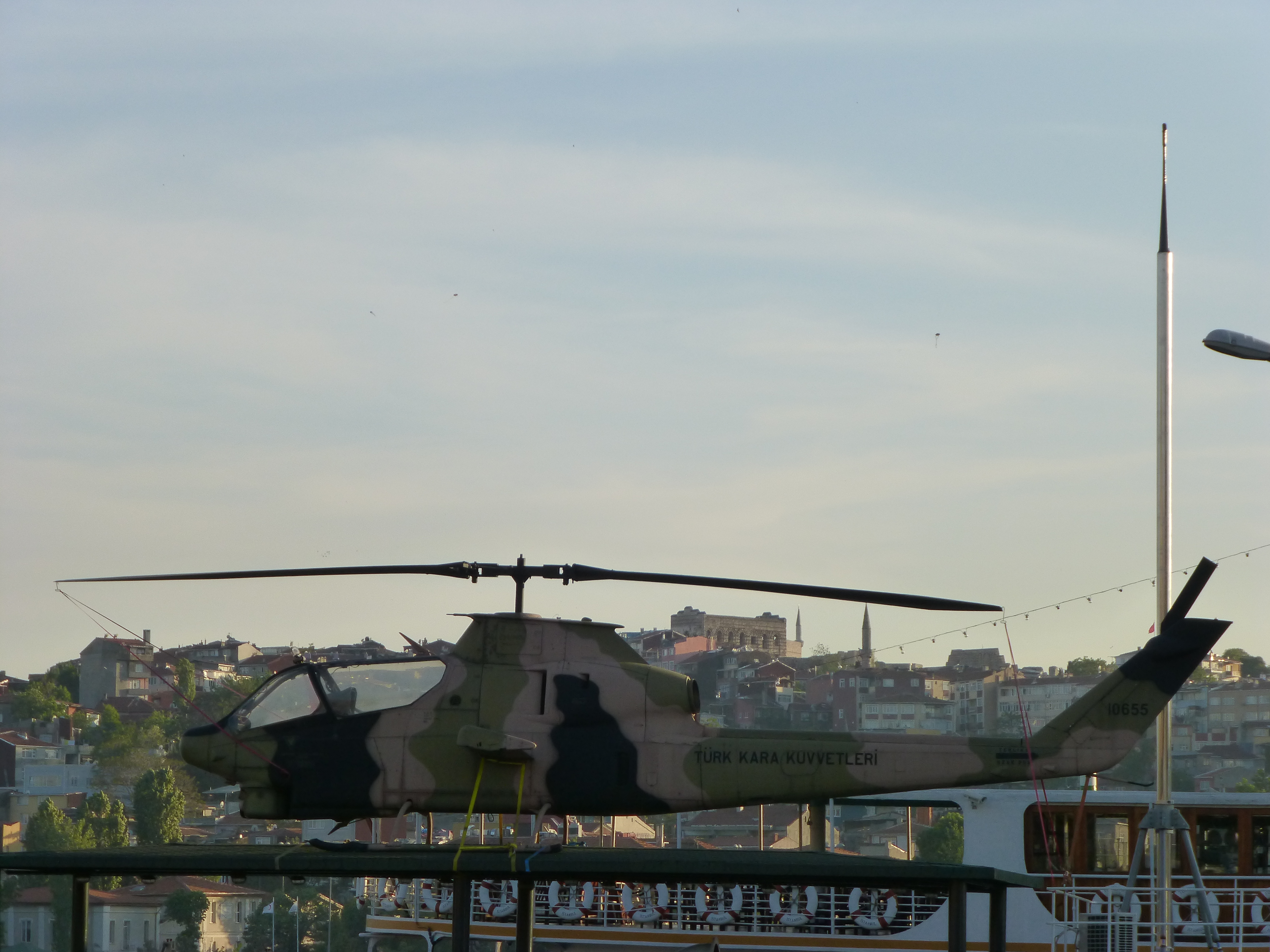
Vrtulník AH-1 Cobra © Nevit Dilmen
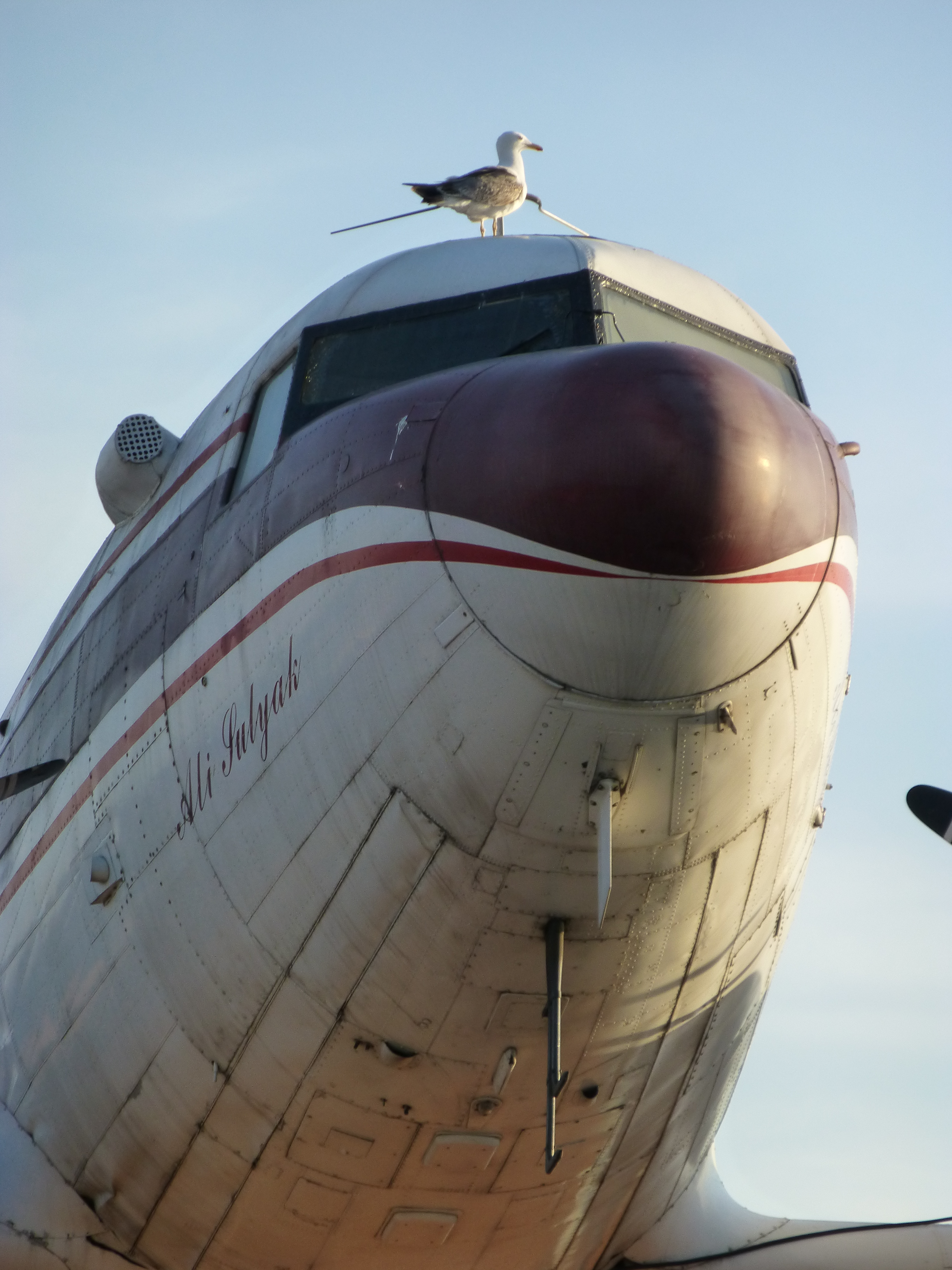
Vrtulový letou Douglas DC-3 © Nevit Dilmen
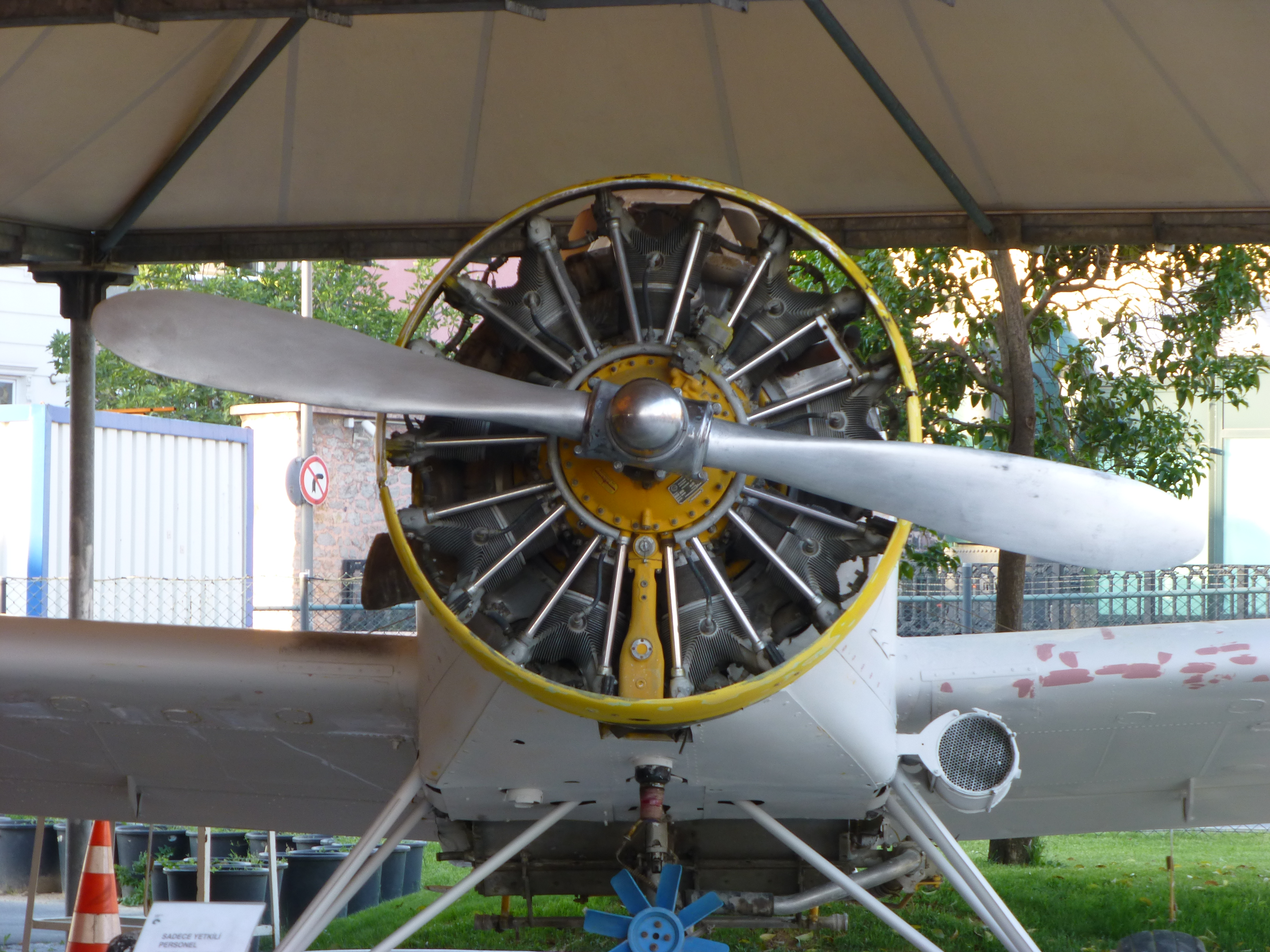
Letoun Ayres Thrush © Nevit Dilmen
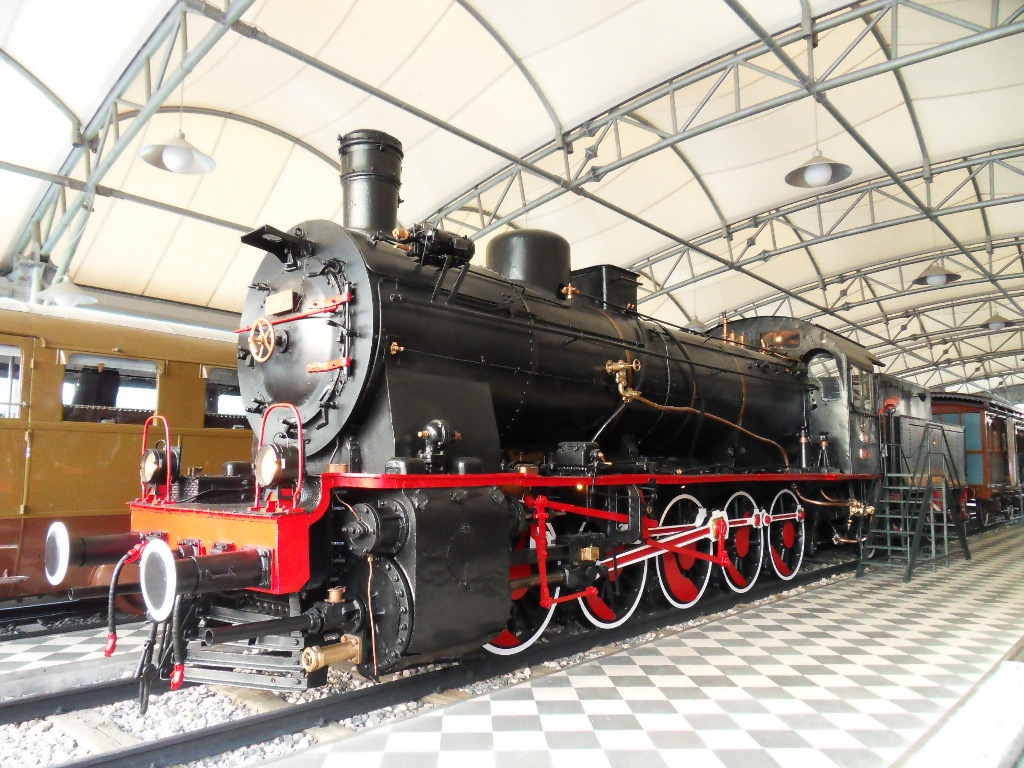
Parní lokomotiva G-10 (55 022)
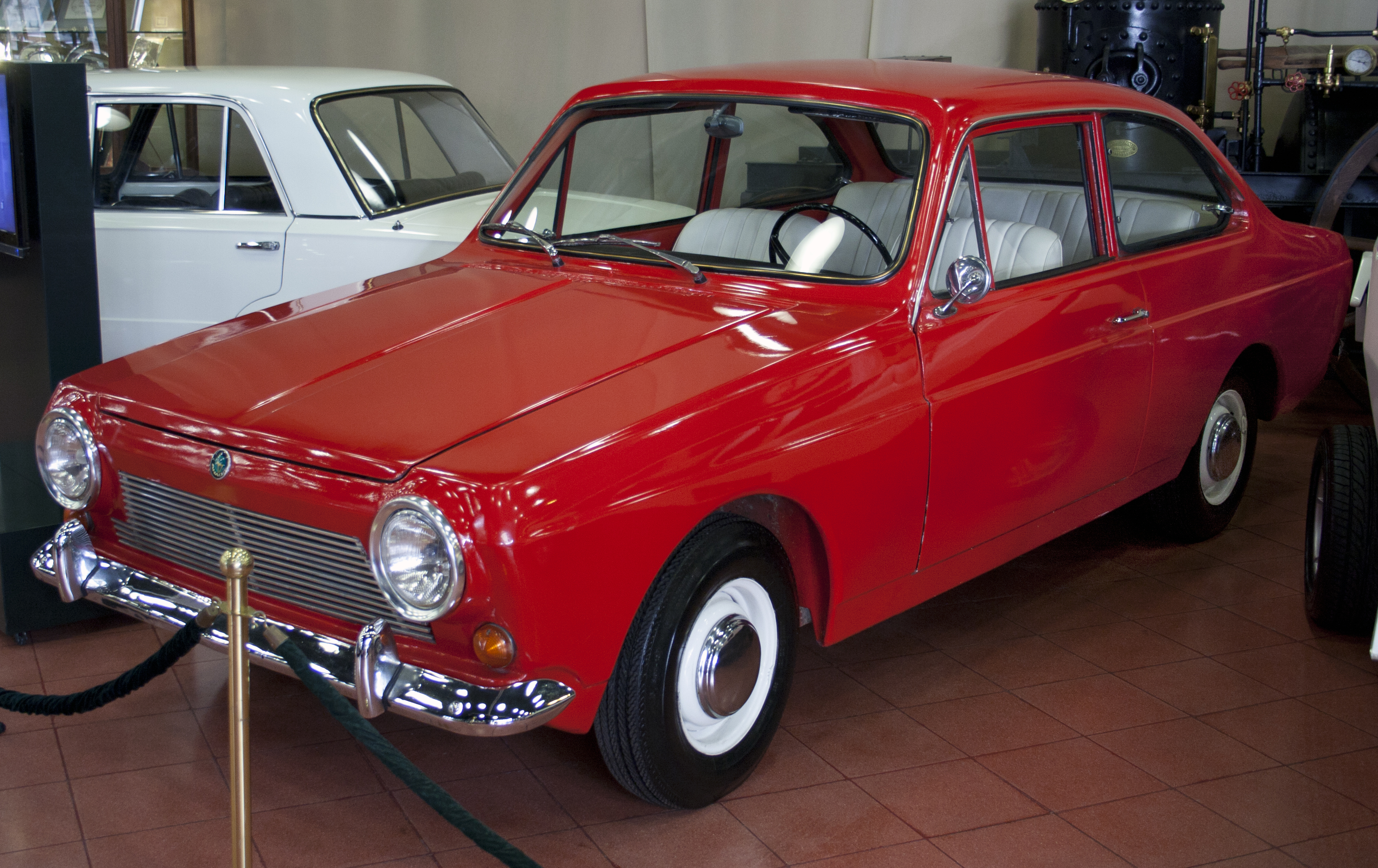
První sedan turecké automobilky Anadol , model A1
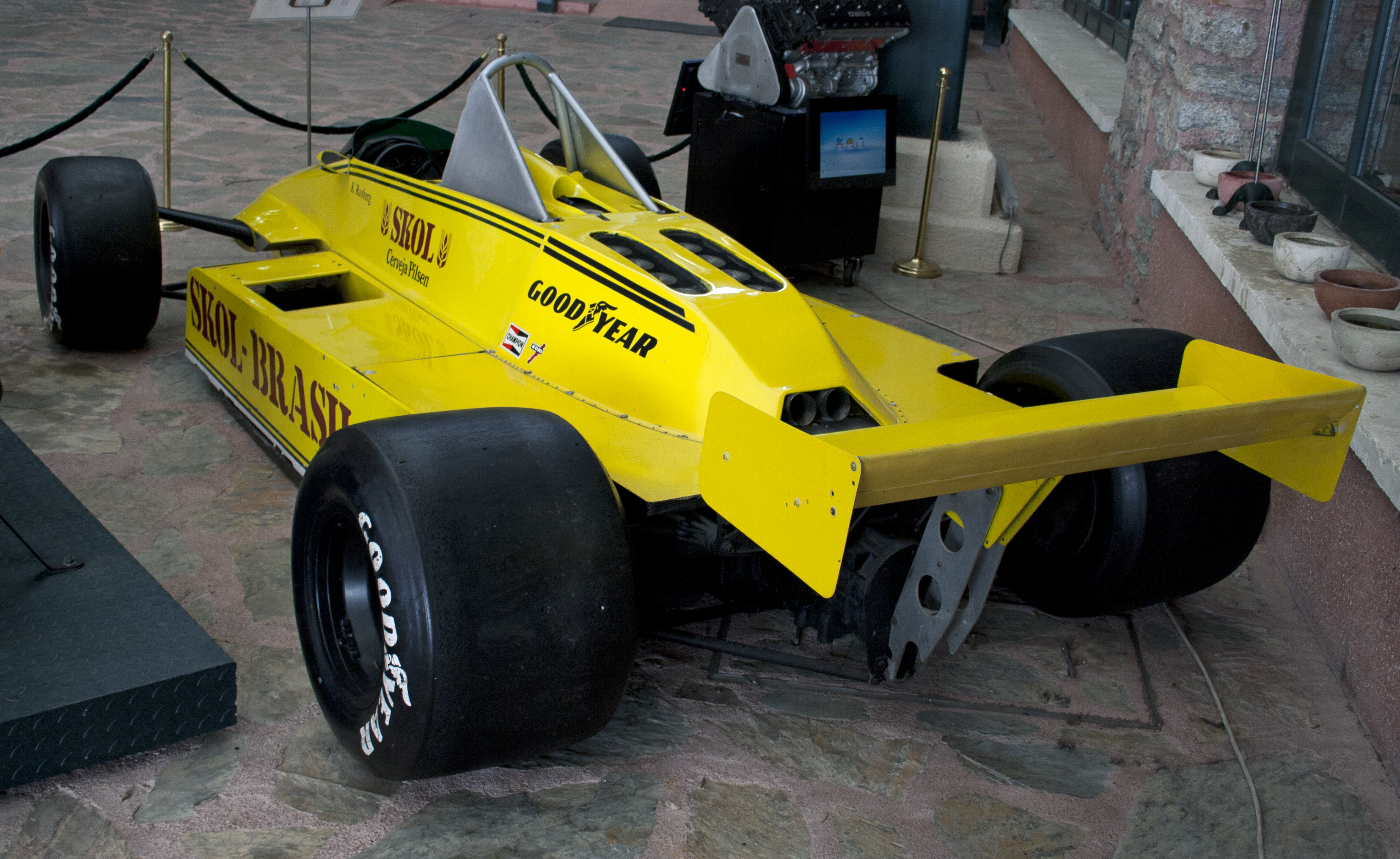
Závodnička F8 od firmy Fittipaldi z roku 1980
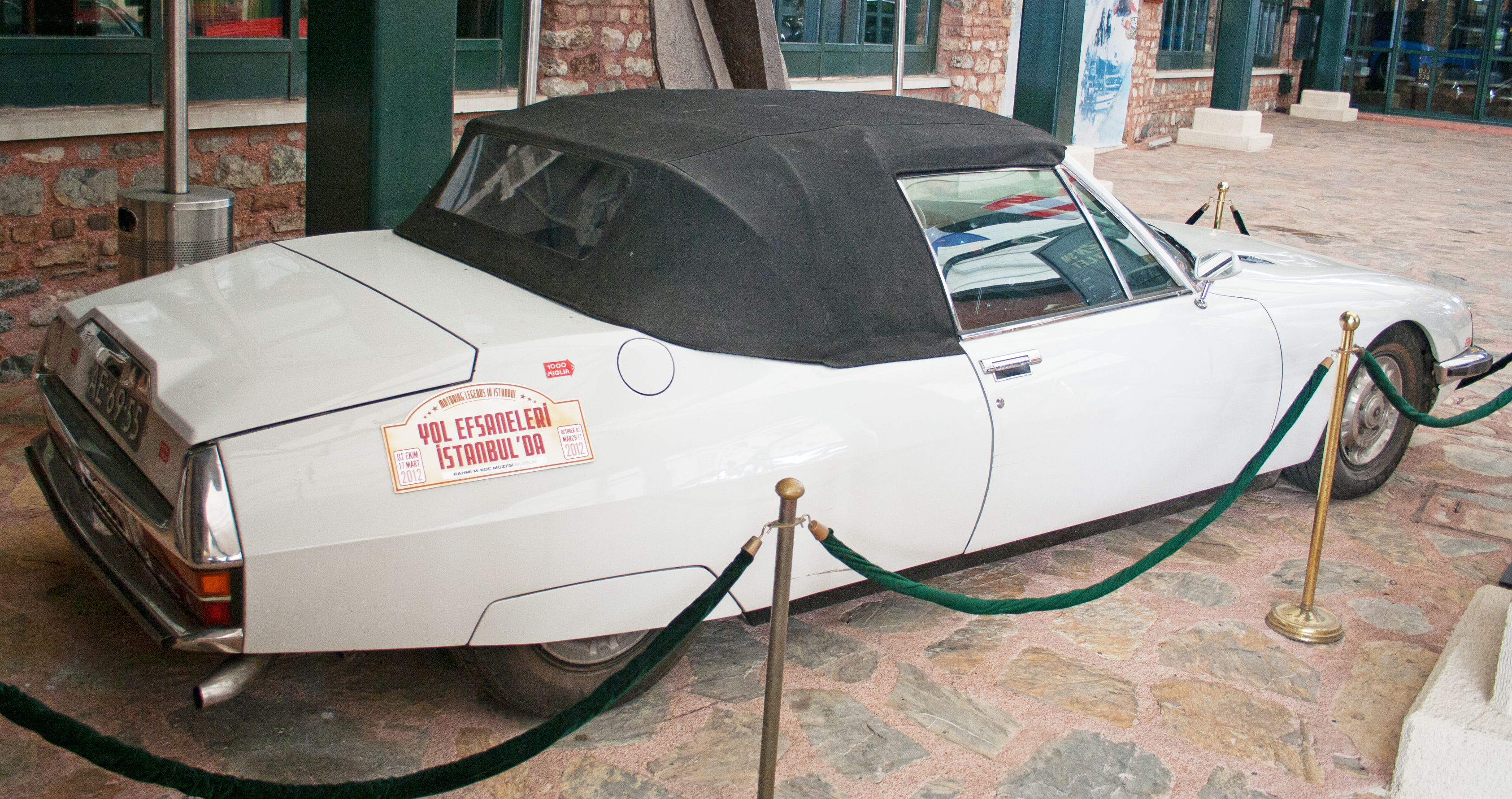
Kabriolet SM od Citroën z roku 1971
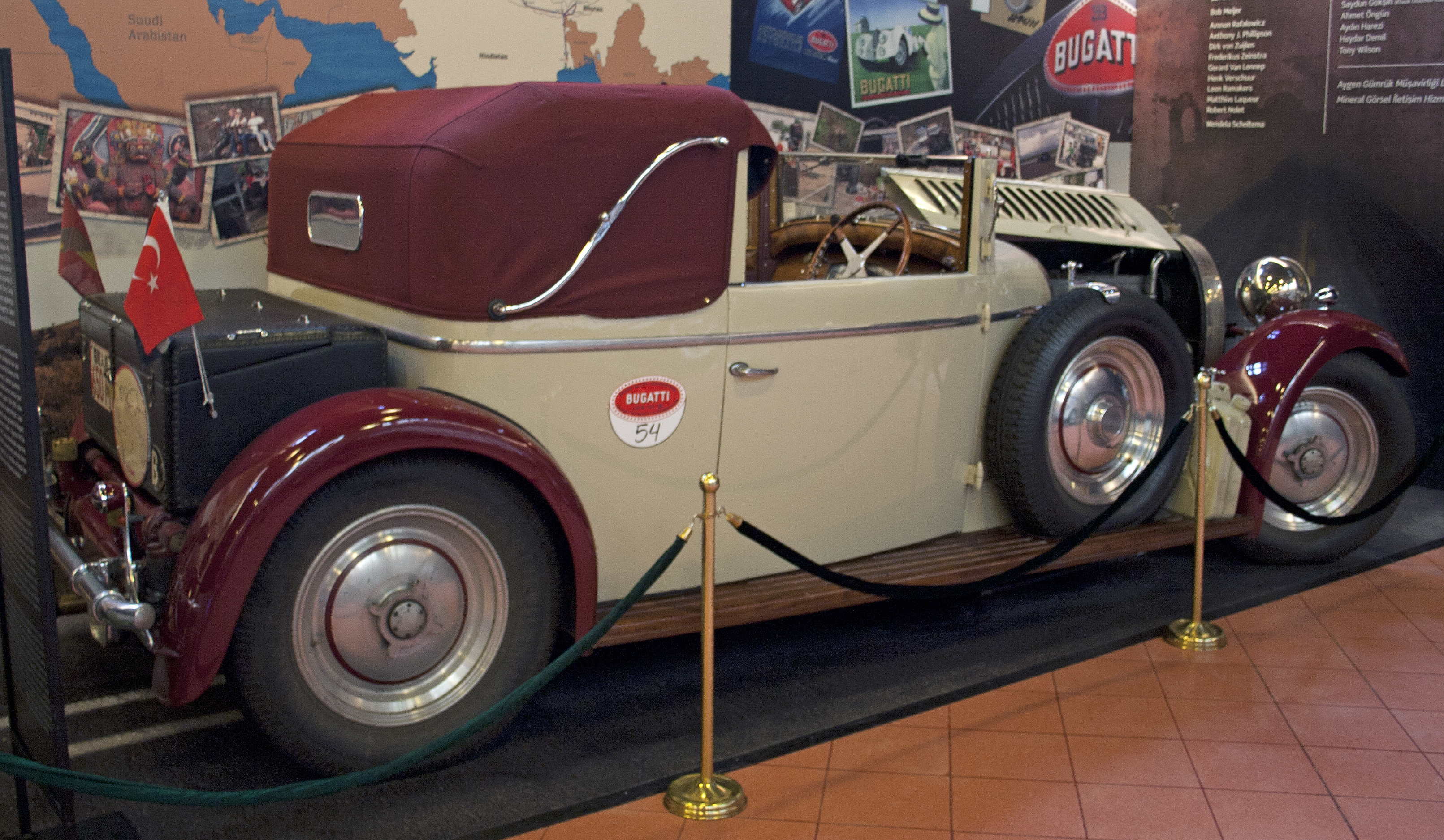
Kabriolet Bugatti type 46 z roku 1930